# Mark Landsberger
Mark Walter Landsberger (Minot, 21 maggio 1955) è un ex cestista statunitense, professionista nella NBA, in Italia, Spagna e Argentina.

## Carriera
Venne selezionato dai Chicago Bulls al secondo giro del Draft NBA 1977 (35ª scelta assoluta).
Dopo l'esperienza americana approdò in Italia, giocando prima a Forlì e poi a Montecatini.

## Palmarès
- Campionato NBA: 2

Los Angeles Lakers: 1980, 1982
- Record-man di rimbalzi in una singola partita nel campionato italiano (34 in Lotus Montecatini - Banco di Sardegna Sassari, campionato di serie A2 1990-91)